# Mănăstirea Samurcășești

Constantin Samurcaş, ctitorul Mănăstirii Samurcăşeşti, pictură din biserica mănăstirii

Mănăstirea Samurcășești, denumită și Mănăstirea Ciorogârla, este o mănăstire ortodoxă din România situată în comuna Ciorogârla, județul Ilfov, în apropiere de râul Ciorogârla, înscrisă în Lista Monumentelor Istorice sub cod LMI IF-II-a-B-15274.

## Istoric
Mănăstirea Samurcășești a fost înființată în anul 1808 de vornicul Constantin Samurcaș, care a zidit-o pe moșia sa din satul Ciorogârla, la 15 km de București, cu puțin timp înainte de a deceda. În anul 1847, clucerul Alexandru Samurcaș, nepot de frate și fiu adoptiv al ctitorului, a asigurat mănăstirii vatra și pământul din jurul, ei punând de asemenea și reguli de administrație, iar în 1845 a făcut și prima reparație la biserica mănăstirii, care fusese afectată de cutremurul din 1838. O nouă reparație, mai temeinică, s-a realizat între anii 1866-1869, cu fonduri alocate de către Ministerul Cultelor. După reparație, în anul 1870, biserica a fost pictată de pictorul Gheorghe Tattarescu și sfințită în 13 decembrie a aceluiași an.
În 1876, în cimitirul mănăstirii, a fost construită o biserică mică, cu hramul Sf. împărați Constantin și Elena, cu destinația de capelă.
În anul 1910 în apropierea cimitirului mănăstirii s-a ridicat un corp de case cu 20 de camere, dar în anul 1914, în urma unui mare incendiu, este distrus tot corpul de case ctitoricești unde se aflau 30 de chilii, stăreția și un frumos salon oriental, cu această ocazie dispărând și o bună parte din arhiva mănăstirii. În timpul primului război mondial, mănăstirea a suferit de pe urma trupelor germane de ocupație, care au luat, printre altele, și cele două clopote ale mănăstirii. Acestea au fost înlocuite cu altele noi în 1919 și 1925.

## Biserica mănăstirii
Biserica mănăstirii este un exemplu de arhitectură religioasă de la începutul secolului XIX, având trei altare, cu pronaosul și naosul despărțite și ele în trei compartimente, prin două șiruri de câte patru coloane de cărămidă. Acestă biserică a fost grav avariată de cutremurul din 10 noiembrie 1940. Nefiind posibilă repararea ei, a fost demolată și refăcută intre anii 1941-1943, pe vechile temelii, după planurile arhitectului Ion Cernescu, cu cheltuiala prefecturii Județului Ilfov și cu sprijinul generalului Teodor Ciurea, care a fost prefect al Județului Ilfov in perioada 1940-1942. 

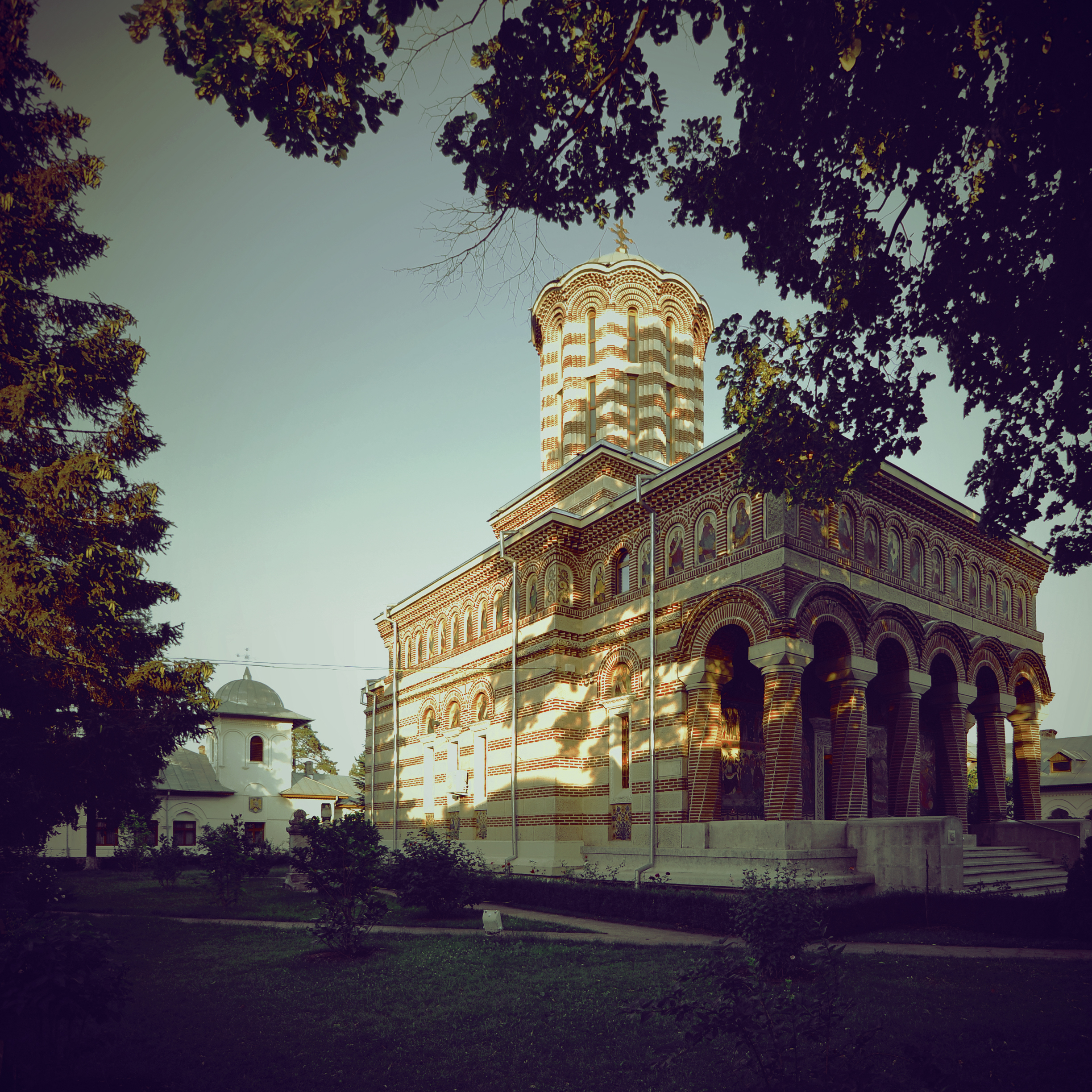
Biserica Mănăstirii Samurcăşeşti

Cu ocazia refacerii, arhitectul Ion Cernescu a renunțat la despărțirea corpului bisericii în trei compartimente și a tratat exteriorul ca o îmbinare armonioasă între cărămidă aparentă și piatră. Din vechea biserica s-a păstrat numai catapeteasma, lucrată în stil brâncovenesc, ornamentată cu motive vegetale și florale și împodobită în partea superioară cu două rânduri de icoane pictate, iar în partea inferioară cu un rând de icoane argintate. Din pictura Iul Gh. Tattarescu s-au păstrat doar două icoane care sunt expuse în colecția de obiecte religioase a mănăstirii.
La dorința generalului Teodor Ciurea s-a schimbat unul dintre cele trei hramuri ale bisericii nou ridicate. Altarul central al bisericii a rămas închinat „Sfintei Treimi" la fel și cel din dreapta închinat "Adormirii Maicii Domnului", iar altarul din stânga, care până atunci purta hramul „Nașterea Maicii Domnului" a fost închinat ,,Sfintei Cuvioasei Parascheva". În vara anului 1944, când din cauza celui de-al Doilea Război Mondial, Mitropolia lașului a fost nevoită să se retragă cu arhiva și cu odoarele sale la București, pentru câteva luni sicriul cu moaștele Sfintei Cuvioasei Parascheva a fost adus și adăpostit în biserica Mănăstirii Samurcășești.

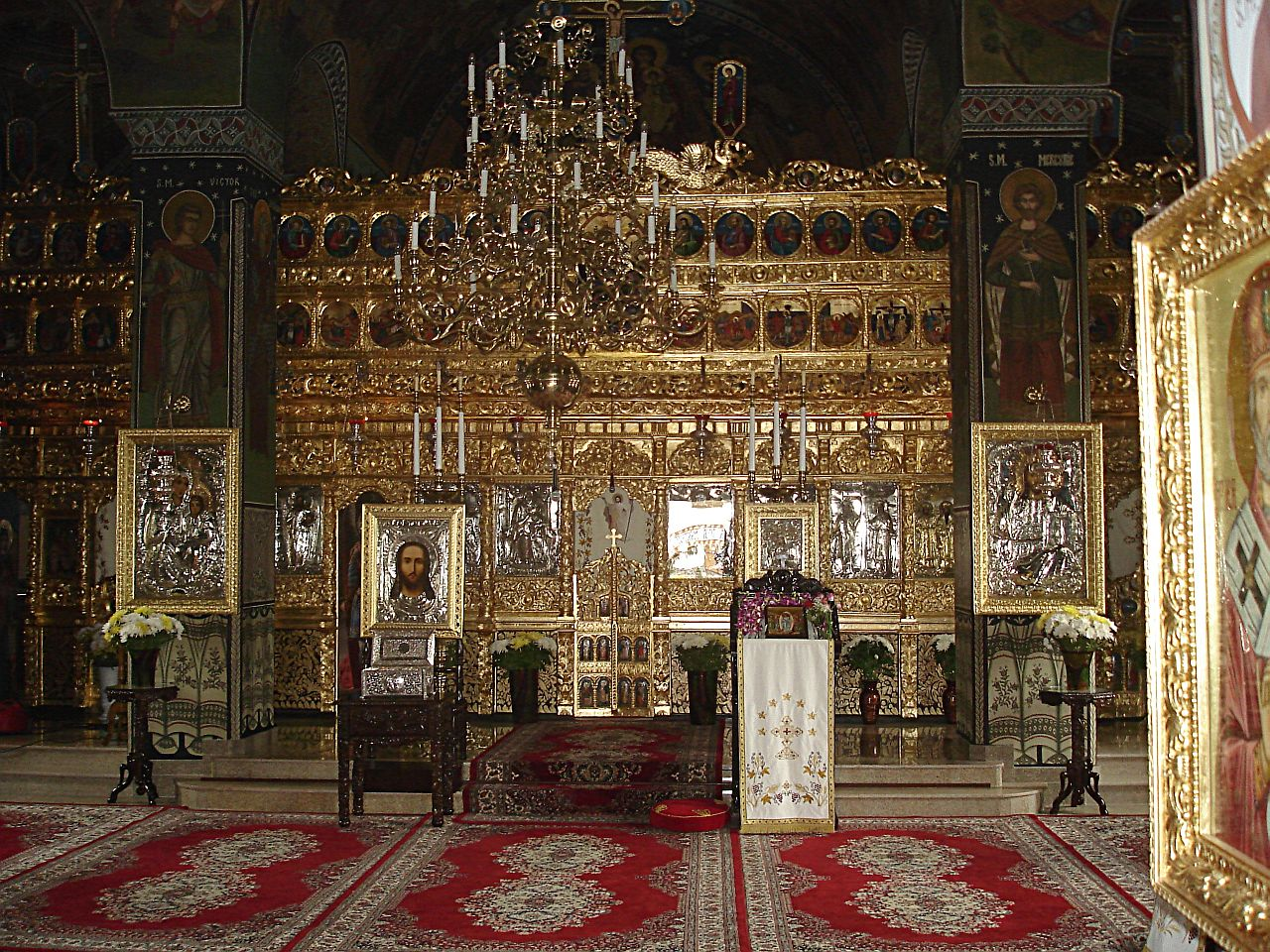
Altarul bisericii Mănăstirii Samurcăşeşti

În același timp cu zidirea noii biserici, Prefectura Județului Ilfov a construit în mănăstire și trei corpuri de case care se văd și astăzi la intrarea în mănăstire pe partea stângă cu destinația: Casa preotului, Stăreție și Colecția muzeală.
Între anii 1951-1953, prin grija Patriarhului Justinian Marina, biserica mănăstirii a fost împodobită cu pictură în frescă și ceramică, executată în stil neobizantin de către pictorul Gh. Popescu. Din toamna anului 1953 și până în vara anului 1958, cu fonduri puse la dispoziție de către Sfânta Arhiepiscopie a Bucureștilor s-a restaurat tot așezământul mănăstiresc. Cu această ocazie, chiliile din jurul bisericii s-au rezidit în formă de cetate, s-au refăcut clopotnițele, atelierele precum și zidul împrejmuitor al mănăstirii.
Între anii 1976-1986 s-au făcut reparații generale și s-a pictat biserica mică din cimitir, s-a reconstruit o parte din zidul împrejmuitor distrus la cutremurul din 1977 și la inundațiile din 1979 și s-a restaurat pictura murală din Biserica mare a mănăstirii de către pictorul Ion Taflan.
În anul 2002 s-a construit o clădire nouă pentru atelierul de tâmplărie, s-a introdus în mănăstire rețeaua de gaze naturale și s-au refăcut scările, soclul și trotuarul perimetral de la biserica mare.
Lucrări de importanță majoră la cele două biserici ale mănăstirii au fost executate între anii 2005-2007. La biserica mică s-au făcut lucrări de consolidare, s-a refăcut tavanul și acoperișul, s-a executat pictura în frescă de către pictorul Iulian Lambrău și s-a înlocuit catapeteasma cea veche, care era putredă, cu una nouă, lucrată de sculptorul Costică Moroiu din București. La biserica mare s-a restaurat pictura murală de către pictorița Gabriela Ștefăniță, s-a restaurat catapeteasma atât lemnul cât și icoanele de către pictorița Elena Constantin, s-au schimbat geamurile, s-a refăcut pardoseala și s-a învelit biserica din nou. De asemenea s-a înlocuit tabla și s-au învelit din nou majoritatea chiliilor din mănăstire.

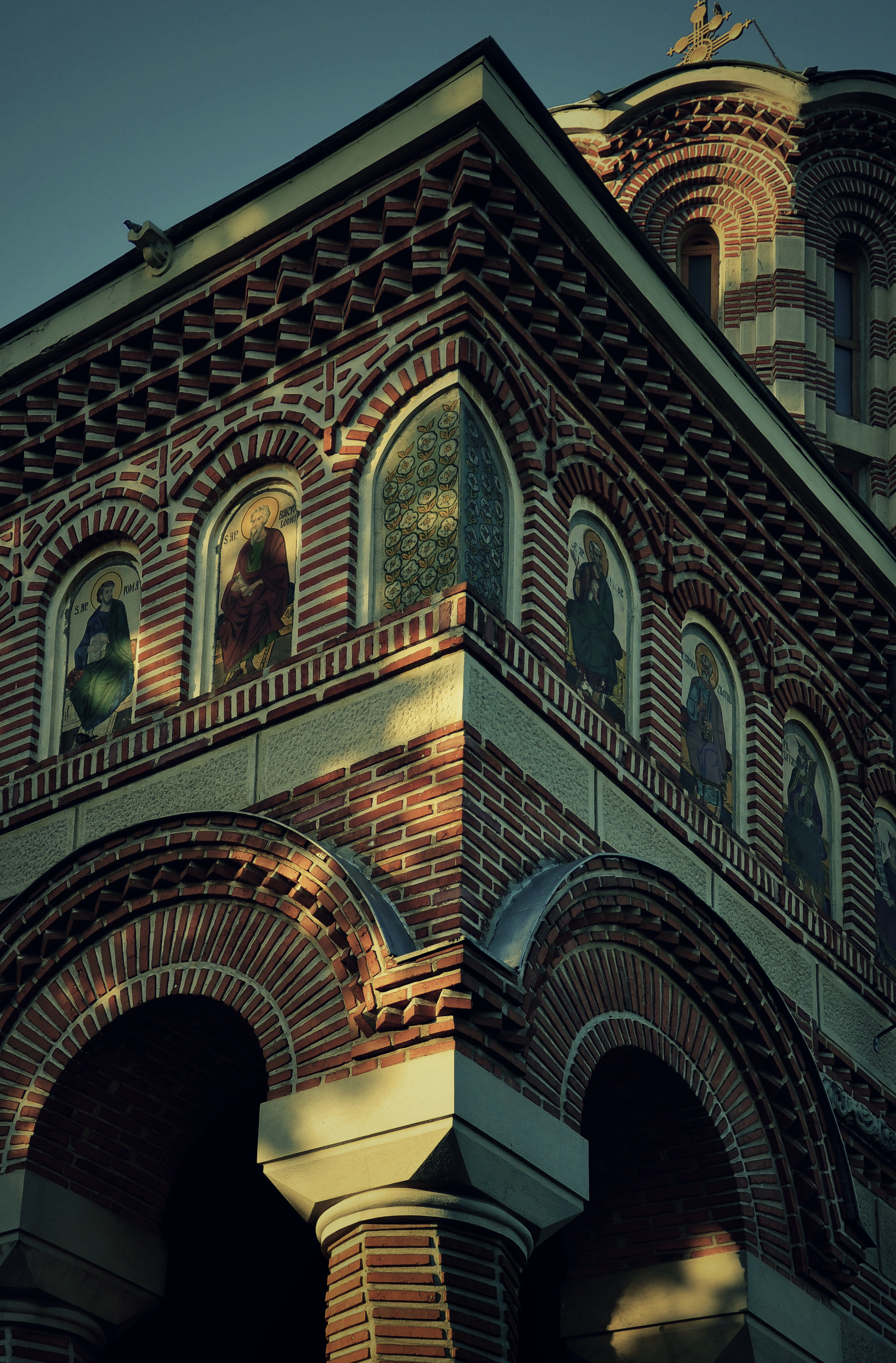
Flickr - fusion-of-horizons - Mănăstirea Samurcășești

## Rolul social-cultural al mănăstirii
În Mănăstirea Samurcășești, din ordinul Ministerului Cultelor, a funcționat între anii 1864-1876 o școală primară atât pentru copiii din sat cât și pentru fetițele orfane crescute în mănăstire. Învățătoare a fost maica Sofia Heliade Rădulescu, care a fost și stareța mănăstirii în perioada 1894-1909.

## Evenimente istorice
Trecutul mănăstirii este legat de un eveniment din istoria Țării Românești și anume Revoluția de la 1821. La 17 martie 1821 în drum spre București, Tudor Vladimirescu a poposit cu pandurii săi în Mănăstirea Samurcășești, unde a purtat discuții cu părintele său duhovnicesc, Episcopul Ilarion al Argeșului și a alcătuit, după spusele istoricului Mihai Cioranu, acea "Proclamație" adresată către locuitorii orașului București. Popasul lui Tudor Vladimirescu în această mănăstire este marcat atât de documente cât și de o cruce de lemn îmbrăcată în argint aurit, lucrată de Stan Jianu din Craiova la 1761 dăruită mănăstirii de Tudor, care se păstrează în colecția de obiecte religioase a mănăstirii.
În septembrie 1866, înainte de plecarea la Constantinopol, regele Carol I al României a trecut și el pe la această mănăstire .
În 1944, când osemintele domnitorului Alexandru Ioan Cuza au fost transferate temporar de la Ruginoasa la Curtea de Argeș, de teama ocupației rusești, acestea au fost depuse pentru scurtă vreme la mănăstirea Ciorogârla – Samurcășești.

## Ateliere de producție
În cadrul mănăstirii au funcționat de-a lungul anilor diferite ateliere în care au muncit călugărițele pentru a-și asigura atât existența lor cât și întreținerea sfântului locaș. Din anul 1923 și până în 1955 au existat în mănăstire ateliere de țesut mătase, borangic, stofe fine de lână și covoare românești. În anul 1955, pe lângă atelierele de covoare, care au continuat să funcționeze, s-au înființat și ateliere de produse casnice. În anul 1960 prin decretul 410, autoritățile statului ateu, în încercarea de a desființa toate mănăstirile din țară, au dat afară călugăritele și au desființat totodată și atelierele. Ca măsură de a evita desființarea Mănăstirii Samurcășești, Patriarhul Justinian Marina a înființat în mănăstire, în anul 1961, un atelier de înrămat icoane înzestrat cu mașini de tâmplărie aduse din Germania. A încadrat în atelier, cu contracte de muncă, toate călugărițele și surorile care, potrivit decretului, trebuiau să părăsească mănăstirea. Acest atelier funcționează și în prezent, transformat într-unul de tâmplărie, astfel că  mănăstirea Samurcășești este singura din țară în care măicuțele fac mobilă. Între timp, s-au mai înființat alte trei ateliere: de tămâie, de pictură și de tricotaje.

## Valori spirituale
Biserica cea mare a mănăstirii adăpostește multe valori spirituale ale ortodoxiei românești, dintre care cea mai importantă este racla din argint în care se păstrează părticele din sfintele moaște ale mai multor sfinți: Sf. Apostol Andrei, Sf. Arhidiacon Ștefan, Sf. Ierarh loan Gură de Aur, Sf. Ierarh Silvestru, Sf. Ierarh Modest, Sf. Mucenic Teodor Tiron, Sf. Mucenic Teodor Stratilat, Sf. Mucenic Ermin. Sf. Mucenic Dimitrie Izvorătorul de Mir și Sf. Necunoscut.
De asemenea în cadrul așezământului mănăstiresc este amenajat și un muzeu unde sunt expuse o scrie de obiecte de cult cu valoare de patrimoniu: icoane, chivote, sfinte vase, cruci, veșminte, cărți vechi și altele.

## Morminte
Lângă biserică se află mormântul lui Zoe Samourcassi, soția lui Alexandru Samurcaș, aflat și el sub aceeași lespede cu numele de  Alexandru Samourcassi.
Lângă biserică se află și morminte ale unor membri ai familiei ctitorilor, între care poetul Sandu Tzigara-Samurcaș (1903-1987).
În spatele bisericii se află cenotaful căpitanului Valter Mărăcineanu, căzut pe câmpul de luptă la Grivița, în timpul războiului de independență a României.  În curtea bisericii sunt înmormântați, de asemenea, ziaristul progresist Alexandru Beldiman și actrița Frosa Sarandy.
Întreg cimitirul mănăstirii este clasat monument istoric, fiind înscris în Lista monumentelor istorice 2004 - Județul Ilfov la nr. crt. 700, Cod LMI 2004: IF-IV-a-B-15274.02. Trei dintre mormintele din cimitir sunt și ele declarate monumente istorice: Mormântul ziaristului Alexandru Beldiman (nr. crt. 701, Cod LMI 2004: IF-IV-a-B-15274.03), Cenotaful Căpitanului Valter Mărăcineanu (nr. crt. 702, Cod LMI 2004: IF-IV-a-B-15274.04) și Mormântul actriței Frosa Sarandi (nr. crt. 703, Cod LMI 2004: IF-IV-a-B-15274.05).